# ورقة 200 يورو
ورقة 200 يورو (€200) هي فئة من العملة الورقية لليورو في الاتحاد الأوروبي. أصبحت متداولة منذ طرح اليورو في عام 2002. تستخدم الورقة 25 دولة (23 تعتمدها بشكل قانوني)؛ البالغ عدد سكانها حوالي 343 مليون نسمة. كان هناك حوالي 849.000.000 يورو من أوراق 200 يورو في يوليو 2023. وهي ثاني أقل الفئات تداولًا وهي تمثل 2.9% من إجمالي الأوراق النقدية.
هي ثاني أكبر ورقة نقدية أبعادها 153 × 82 ملم، لون ورقة السلسلة الأولى أصفر ولون ورقة السلسلة الثانية بني. تُصور الأوراق النقدية من فئة مائتي يورو الجسور والأقواس على طراز الفن الجديد (القرنين التاسع عشر والعشرين). تهدف التصميمات الأصلية لروبرت كالينا إلى إظهار آثار حقيقية إلا أن الجسر والأقواس هي مجرد أمثلة معمارية لأسباب سياسية. تحتوي الورقة النقدية بقيمة 200 يورو على العديد من ميزات الأمان المعقدة مثل العلامات المائية والحبر السري والصور المجسمة والطباعة الدقيقة.
أصدرت ورقة 200 يورو جديدة في السلسلة الأوروبية 28 مايو عام 2019.

## التصميم
مثل جميع أوراق اليورو، فهي تحتوي على الفئة وعلم الاتحاد الأوروبي وتوقيع رئيس البنك المركزي الأوروبي والأحرف الأولى من اسم هذا البنك بلغات الاتحاد الأوروبي المختلفة ووتصوير لأراضي الاتحاد الأوروبي في الخارج، ونجوم من علم الاتحاد الأوروبي واثنتي عشرة ميزة أمنية.
على الأوراق النقدية المطبوعة قبل نوفمبر 2003 توقيع الرئيس الأول للبنك المركزي الأوروبي ويم دويسنبيرج ثم توقيع جان كلود تريشيه على الإصدارات من نوفمبر 2003 إلى مارس 2012 ثم توقيع منذ مارس 2012 على الأوراق توقيع الرئيس الثالث للبنك المركزي الأوروبي ماريو دراجي.
سلسلتي الأوراق النقدية كلاهما قانونية. وسيعلن البنك المركزي الأوروبي في الوقت المناسب متى لن تصبح أوراق السلسلة الأولى قانونية.
لم تصور أوراق السلسلة الأولى توسع الاتحاد الأوروبي: لم تصور قبرص في هذه الورقة ومالطا غير واضحة بسبب أبعاد الخريطة الصغيرة. أصدرت السلسلة الثانية من الأوراق النقدية بميزات أمنية جديدة ولكن بنفس التصميم والألوان.